# Splot bębenkowy

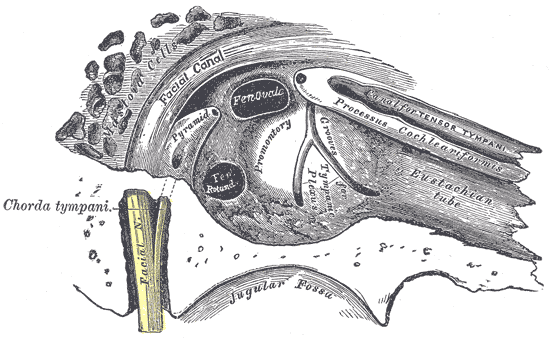
Jama bębenkowa prawa. Splot bębenkowy zaznaczony w centralnej części rysunku – pionowy napis Tympanic plexus. Zaznaczono dochodzące do splotu nerwy szyjno-bębenkowe rozgałęziające się na wzgórku (Promontory), w kształcie odwróconej litery "Y". Ponadto po stronie lewej widoczny jest nerw twarzowy (Facial N), jego kanał (Facial canal) i struna bębenkowa (Chorda tympani). Po stronie prawej widoczny kanał trąbki słuchowej (Eustachian tube)

Splot bębenkowy (łac. plexus tympanicus) – w anatomii człowieka delikatny splot nerwowy położony na wzgórku (promontorium) w jamie bębenkowej pod błoną śluzową. 

## Gałęzie doprowadzające
Splot bębenkowy powstaje z połączenia trzech gałęzi nerwowych:
- nerw bębenkowy – gałąź nerwu językowo-gardłowego[2],
- gałąź łącząca nerwu twarzowego (ramus communicans nervi facialis cum plexu tympanico) – odchodzi zwykle od kolanka nerwu twarzowego lub od nerwu skalistego większego. Wstępuje do jamy bębenkowej przez jej strop[3].
- nerwy szyjno-bębenkowe – dwie gałązki (górna i dolna), które doprowadzają do splotu włókna współczulne. Pochodzą ze splotu szyjno-tętniczego wewnętrznego oplatającego tętnicę szyjną wewnętrzną[4][5].

Czasami splot bębenkowy zawiera także drobne gałązki pochodzące od nerwu błędnego, dochodzące do niego za pośrednictwem nerwu bębenkowego.

## Gałęzie odprowadzające
- gałęzie bębenkowe (rami tympanici) – dochodzą one do przyśrodkowej powierzchni błony bębenkowej oraz błony śluzowej jamy bębenkowej i komórek powietrznych wyrostka sutkowego[4],
- gałąź trąbkowa (ramus tubarius) – biegnie po przyśrodkowej ścianie trąbki słuchowej aż do jej ujścia gardłowego, unerwiając jej błonę śluzową[6],
- nerw skalisty mniejszy – przedłużenie splotu bębenkowego, a zwłaszcza nerwu bębenkowego; biegnie do zwoju usznego[6].